# 長崎英語伝習所
長崎英語伝習所（ながさきえいごでんしゅうじょ）は、幕末期の安政5年（1858年）7月、江戸幕府によって英語通詞養成を目的として設置された学校である。日本初の系統的な英語教育機関といわれ、幕末から明治において、外交で活躍する人材を数多く輩出した。
英語伝習所はその後、英語稽古所⇒洋学所⇒語学所⇒済美館と改称を重ねた。明治維新後には長崎府管轄の広運館、官立の長崎英語学校などへの変遷を経て、1878年（明治11年）に旧・長崎県立長崎中学校となった。現在の長崎市立長崎商業高等学校、長崎西高等学校の源流となっている。

## 歴史
日本で最初に組織的に英語を教えたのは、ラナルド・マクドナルドである。マクドナルドは嘉永元年（1848年）に日本に密入国し、拘留先の長崎で、本国に送還されるまでの半年間、オランダ語通詞14人に英語を教えた。このときの教え子に森山栄之助がおり、マシュー・ペリー来航時には通訳を務めるが、半年の授業では英語で外交交渉を行う段階に達しておらず、結局オランダ語を介しての交渉となった。その後森山は小石川に英語塾を開いており、ある程度の英語教育は開始されていた。
嘉永7年3月3日（1854年3月31日）の日米和親条約を皮切りに、各国と和親条約が結ばれ、洋学研究と教育の必要性が生じると、幕府は『蕃書和解御用』で行われていた洋書翻訳事業を安政2年（1855年）8月に独立させて『洋学所』とし九段下に設置した。翌安政3年2月（1856年3月）には『蕃書調所』と改称する。
さらには安政5年6月19日（1858年7月29日）の日米通商修好条約を始めとした安政五カ国条約が締結されると、本格的に英語の通訳を養成することが必要となった。
既に安政4年（1857年）に、幕府は長崎奉行に命じ、長崎海軍伝習所が設けられていた長崎西役所内に『語学伝習所』（洋語伝習所、英語、フランス語、ロシア語）を設立していたが、日米通商修好条約調印翌月の安政5年（1858年）7月には、長崎奉行・岡部駿河守長常によって、立山役所の上手にある岩原目附屋敷内（現・長崎歴史文化博物館の場所）の奉行支配組頭永持亨次郎役宅に英語に特化する形で、我が国初の系統的な英語教育機関といわれる『長崎英語伝習所』が設立された。
教師には長崎海軍伝習所で教えていたオランダ海軍将校ウィッヘルス（ウヰッヘルス、ヴィッヘルス、Jhr.H.O.Wichers）、出島に居留していたオランダ人デ・ホーゲル（フォーゲル、L.C.J.A de Vogel）、英国領館員のイギリス人ラクラン・フレッチャー（フレッチェル、Lachlan Fletcher、後の横浜領事）らが務め、頭取は楢林栄左衛門（栄七郎、高明）と西吉十郎（成度）が務めた。教員は8人。生徒はオランダ通詞、唐通詞、地役人の子弟のほか、英語を学びたい有志の者たちであったが、英語伝習所は外国人直伝ということで評判となり、西南諸国からも修業に出向いて来るものもあったといわれる。また、英語伝習所は開国当初、日本人へのキリスト教布教が許されていなかった外国人宣教師達の良き就職場所にもなっていく。
英語伝習所は文久2年（1862年）に、片淵郷の組屋敷内の乃武館（だいぶかん、旧・長崎原爆病院跡地、旧・済生会長崎病院跡地）の内に移転して、『英語稽古所（英語所）』と改称された。頭取には、楢林栄左衛門（高明）の高弟・中山右門太、世話役には柴田大介（大助、柴田昌吉）が就いた。教員は4人。
文久3年（1863年）7月には、英語稽古所は立山役所の東長屋に移転するが、これに際し、唐通事の何礼之助と平井義十郎（希昌）が同所頭取に任命された。他に教師は4人。同文久3年12月、英語稽古所は江戸町に移転し、『洋学所』と改称される。当時、何・平井両頭取、柴田教授会頭のほか、教師が12名がいたといわれ、グイド・フルベッキやチャニング・ウィリアムズも英学教授を務め、瓜生寅も教授の任に就いた。
翌元治元年（1864年）正月、大村町に語学所を設けることが計画され、英語、フランス語、ロシア語を教え、有志の者に入学を許可する旨が定められたが、大村町の語学所が完成するまでは、江戸町の仮語学所で教育が行なわれた。この仮語学所は、一般に『語学所』とも称されていた。しかし、大村町に語学所が設置される話は立ち消えになったと考えられ、江戸町の仮語学所（語学所）は、慶應元年（1865年）8月、新町の元長州屋敷跡に移転し、『済美館』と改称した。学則も改められ、英、仏、露、清、蘭の語学以外に歴史、地理、数学、物理、経済の教授も開始された。また、これまで洋学書の取締方は運上所（現在の税関）において執行されてきたが、以後、済美館で行うこととなった。
明治維新となり、済美館は明治政府により接収され、慶応4年（1868年）4月に、立山役所跡に移転し長崎府管轄の『広運館』となり、外国語教育に限定せず、和漢洋の3学を講じることとなった。明治初年の広運館の英語学習者は百十一人（全体の約三分の一）であった。講義内容は英、仏、魯語以外に、歴史、地理、数学、物理化学、天文、経済の諸学科を教授した。
現在、長崎市立山の長崎歴史文化博物館前に石碑が建っている。

## 主な教師
- グイド・フルベッキ - 教授を務めたのは洋学所と改称された後
- チャニング・ウィリアムズ - 洋学所教授、立教大学創設者[13]
- 瓜生寅 - 洋学所教授、ウィリアムズとフルベッキの門下生、海援隊士・瓜生震（雷吉）の兄、大阪理学校（現・京都大学）校長、学制起草者の一人
- ヘンリー・スタウト - 広運館教授、フルベッキの後任

## 主な生徒
- 立石斧次郎 - 万延元年遣米使節の通訳
- 何礼之 - 後に教授（学頭）を務めた。岩倉使節団の一員
- 平井希昌（義十郎） - 後に教授（学頭）を務めた。
- 大隈重信 - ウィリアムズ、フルベッキから英学を学んだ。後に佐賀藩の語学学校である致遠館にフルベッキをスカウト。
- 柴田昌吉
- 日下部太郎
- 山口尚芳 - 岩倉使節団の一員
- 馬場辰猪 - 岩倉使節団の一員
- 西園寺公望 - 1870年4月に広運館に入学し、フランス領事のレオン・ジュリーやフルベッキから語学を学んだ[19]。

## 参考
- 長崎大学薬学部 薬学年表
- 横浜山手外人墓地埋葬者 - ウェイバックマシン（2015年6月1日アーカイブ分）